# 宍粟警察署
宍粟警察署（しそうけいさつしょ）は、兵庫県警察が管轄する警察署の一つ。旧・山崎警察署。県下で最も広い管轄区域を持つ警察署である。

## 沿革
- 1879年（明治12年） - 龍野警察署山崎分署安積交番所を設置。
- 1886年（明治19年）4月 - 龍野警察署山崎分署が山崎警察署に昇格。安積交番所を山崎警察署安積分署とする。
- 1926年（大正15年）7月10日 - 安積分署が安積警察署に昇格。
- 1943年（昭和18年）4月17日 - 安積警察署を廃止し、山崎警察署安積警部派出所を設置。
- 1946年（昭和21年）10月12日 - 安積警部派出所が安積警察署に再昇格。
- 1957年（昭和32年）2月1日 - 再度、安積警察署を廃止し、山崎警察署安積警部派出所を設置[1]。
- 2005年（平成17年）4月 - 宍粟郡4町の合併により宍粟警察署に改称。
- 2006年（平成18年）3月 - 安富町が姫路市との合併により当署の管轄を外れる。
- 2011年（令和3年）3月 - 安積警部派出所を廃止し、安積交番を設置。

## 管轄区域
- 宍粟市全域
  - 山崎警察署時代は、旧宍粟郡全域を管轄区域としていた。2005年に宍粟郡5町のうち4町が合併して宍粟市となり、残る1町（安富町）は姫路市と合併し姫路警察署の管轄となったため当署の管轄を外れた。
  - 1879年の安積交番所設置時の管轄は、神戸・染河内・下三方・三方・繁盛・西谷・奥谷の各村及び神野村清野・母栖を安積署が、その他の地域を山崎署が管轄していた[2]。1894年（明治27年）に清野・母栖は山崎署の管轄へと変更となった。

## 交番
- 山崎中央交番 - 宍粟市山崎町鹿沢56-3
- 安積交番 - 宍粟市一宮町安積1319-1

## 駐在所
- 御名駐在所 - 宍粟市山崎町御名154-4
- 戸原駐在所 - 宍粟市山崎町宇原1007-5
- 高下駐在所 - 宍粟市山崎町高下991-2
- 土万駐在所 - 宍粟市山崎町土万804-3
- 上牧谷駐在所 - 宍粟市山崎町上牧谷952-6
- 田井駐在所 - 宍粟市山崎町田井74-4
- 河東駐在所 - 宍粟市山崎町三谷38-8
- 室駐在所 - 宍粟市千種町室1109-6
- 千草駐在所 - 宍粟市千種町千草682
- 染河内駐在所 - 宍粟市一宮町能倉791-1
- 三方駐在所 - 宍粟市一宮町三方町232-21
- 繁盛駐在所 - 宍粟市一宮町上岸田539-1
- 安賀駐在所 - 宍粟市波賀町安賀78-1
- 上野駐在所 - 宍粟市波賀町上野211-2
- 引原駐在所 - 宍粟市波賀町引原328-51

## アクセス
- 中国自動車道 山崎ICから北へ約500m

## トピック
かつて当署庁舎の壁面にひらがな表記にて「しそうけいさつ」と書かれていた。
地名由来の署名であるが、ひらがな表記を介すると「思想警察」とも読めてしまいインターネットコミュニティにおいて、いわゆるネタ・ネットミームとして扱われている。2022年7月から8月頃にかけて漢字表記に変更され消滅した。